# R.A. Mihailoff
R. A. Mihailoff (Townville, c. 1953), nome artístico de Randal Allen Mihailoff, é um ator e ex-lutador profissional norte-americano, mais conhecido por interpretar o papel de Leatherface em Leatherface: Texas Chainsaw Massacre III, o terceiro filme da série de terror baseada no longa-metragem The Texas Chain Saw Massacre (1974).

## Primeiros anos e família
Mihailoff nasceu em Townville, uma pequena cidade ferroviária no Condado de Crawford, Pensilvânia. É filho de Marilyn C. Mihailoff e Nick Mihailoff Jr. e tem dois irmãos. Assim como muitos de seus familiares, Randal trabalhou na juventude como funcionário de ferrovia. Contudo, ele se interessava por atuação, participando de peças de teatro durante o ensino médio. Atuou em algumas companhias de teatro comunitário na Pensilvânia e teve vários empregos antes de tornar-se ator profissional.

## Carreira posterior
Após mudar-se para a Califórnia, Mihailoff continuou trabalhando com teatro, porém, começou a passar por dificuldades financeiras. Também teve uma breve carreira de lutador profissional, trabalhando exclusivamente com a extinta American Wrestling Federation, no sul da Califórnia, usando o pseudônimo Brute Bronson, The Iron City Savage. Após dois anos de combates, ele retirou-se do esporte, a respeito do qual comentou: "Lutei por apenas dois anos porque, quando entrei em campo, eu era mais velho e sabia que teria uma carreira mais longa e completa como ator".
Sua carreira no cinema fantástico começou em 1980 com um papel no telefilme de ficção científica The Lathe of Heaven (PBS). Nessa época, ele conheceu o cineasta Jeff Burr, com quem colaborou na elaboração de uma tese na escola de cinema da Universidade do Sul da Califórnia. Posteriormente, quando Burr foi contratado para dirigir o longa-metragem Leatherface: Texas Chainsaw Massacre III (1990), ele escalou Mihailoff como Leatherface, o antagonista principal.
Consolidado como um artista do gênero terror após interpretar Leatherface, Mihailoff já apareceu em mais de 30 produções cinematográficas e televisivas, entre filmes, comerciais e episódios de séries. Ficou marcado por interpretar personagens peculiares como monstros, mutantes e loucos. O primeiro filme no qual mostrou seu rosto em cena, sem máscaras ou efeitos de maquiagem, foi a comédia de terror Hatchet II (2010). A partir da década de 2000, ele passou a viajar por várias regiões dos Estados Unidos, fazendo aparições em eventos de fãs, dando autógrafos e posando para fotos.

### Outros projetos
Junto com seus amigos Kane Hodder (intérprete de Jason Voorhees na série Friday the 13th) e o dublê Rick McCullum, Randal formou um grupo de investigação paranormal chamado Hollywood Ghost Hunters. A ideia surgiu enquanto o trio participava de uma filmagem no Reformatório de Mansfield e teve uma alegada experiência sobrenatural. Milhailoff os definiu como "um grupo de pessoas que normalmente ganha a vida tentando assustar outras pessoas. Todos na equipe têm algo a ver com filmes de terror". Em 7 de janeiro de 2011, o Hollywood Ghost Hunters foi destaque no episódio "Pico House", do programa Ghost Adventures, exibido pelo Travel Channel.

## Filmografia parcial

### Cinema
| Ano  | Título                                                         | Papel                           | Notas                       | Ref.   |
| ---- | -------------------------------------------------------------- | ------------------------------- | --------------------------- | ------ |
| 1985 | Moving Violations                                              | Fazendeiro #2                   |                             | [ 10 ] |
| 1987 | The Danger Zone                                                | Munch                           |                             | [ 10 ] |
| 1988 | License to Drive                                               | Motorista de reboque            |                             | [ 11 ] |
| 1990 | Leatherface: Texas Chainsaw Massacre III                       | Leatherface                     |                             | [ 12 ] |
| 1991 | Adventures in Dinosaur City                                    | Sr. Big                         |                             | [ 10 ] |
| 1992 | Eddie Presley                                                  | Psicopata no asilo              |                             | [ 11 ] |
| 1992 | Trancers III: Deth Lives                                       | Shark                           |                             | [ 12 ] |
| 1993 | Pumpkinhead II: Blood Wings                                    | Red Byers                       |                             | [ 10 ] |
| 1994 | Death Riders                                                   | Munch                           |                             | [ 10 ] |
| 1995 | Stripteaser                                                    | Little                          |                             | [ 10 ] |
| 1996 | Where Truth Lies                                               | Caminhoneiro                    |                             | [ 10 ] |
| 1997 | Drive                                                          | Caminhoneiro cantor             |                             | [ 11 ] |
| 1999 | The Kid with X-ray Eyes                                        | Newton                          | Diretamente em vídeo        | [ 11 ] |
| 2001 | The Vampire Hunters Club                                       | Porteiro                        |                             | [ 11 ] |
| 2007 | Fallen Angels                                                  | Anger                           | Produtor associado          | [ 11 ] |
| 2007 | Revamped                                                       | Segurança grande e mau          | Diretamente em vídeo        | [ 10 ] |
| 2008 | Stiletto                                                       | Motociclista nazista 'Big Arms' |                             | [ 13 ] |
| 2008 | Blood Scarab                                                   | Dungeon Master                  | Não creditado               | [ 14 ] |
| 2009 | Dark House                                                     | Açougueiro brutal               | Creditado como R A Mahaloff | [ 14 ] |
| 2010 | Small Town Saturday Night                                      | Jimmie                          |                             | [ 11 ] |
| 2010 | Hatchet II                                                     | Trent                           |                             | [ 12 ] |
| 2010 | My Name Is Kris Kringle                                        | Papai Noel                      | Curta-metragem              | [ 15 ] |
| 2011 | Hooked                                                         | Pescador                        | Curta-metragem              | [ 16 ] |
| 2011 | Knifepoint                                                     | Old Boy                         |                             | [ 11 ] |
| 2011 | Horrorween                                                     | Segurança                       | Diretamente em vídeo        | [ 11 ] |
| 2013 | Red Rose                                                       | Robert Benson                   | Curta-metragem              | [ 17 ] |
| 2014 | Psychotic State                                                | Ele mesmo                       |                             | [ 11 ] |
| 2014 | Smothered                                                      | R.A. Mihailoff                  |                             | [ 10 ] |
| 2014 | Crazed                                                         | Capitão Pete                    |                             | [ 10 ] |
| 2014 | Alien Hunger                                                   | Big Frank                       |                             | [ 10 ] |
| 2015 | Krampus                                                        |                                 |                             | [ 10 ] |
| 2016 | Krampus: The Devil Returns                                     | Stuart                          |                             | [ 10 ] |
| 2017 | Slasher.com                                                    | Jesse Myers                     |                             | [ 10 ] |
| 2018 | Death House                                                    | Líder da prisão                 |                             | [ 11 ] |
| 2020 | Ride Hard: Live Free                                           | Moedor                          |                             | [ 18 ] |
| 2022 | In Search of All American Massacre:The LostTexas Chainsaw Film | Ele mesmo                       | Documentário                | [ 11 ] |

### Televisão
| Ano  | Título                  | Papel           | Notas                              | Ref.   |
| ---- | ----------------------- | --------------- | ---------------------------------- | ------ |
| 1980 | The Lathe of Heaven     | Orderly         | Telefilme                          | [ 10 ] |
| 1988 | Highway to Heaven       | Motociclista #1 | Episódio: "A Dolphin Song for Lee" | [ 19 ] |
| 1988 | 1st & Ten               | Clint           | Episódio: "Injustice for All"      | [ 20 ] |
| 1990 | Parker Lewis Can't Lose | Bronc Adelson   | Episódio: "Deja Dudes"             | [ 21 ] |
| 1991 | Full House              | Tiny            | Episódio: "Gotta Dance"            | [ 19 ] |